# Ngubalan
Ngubalan is een bestuurslaag in het regentschap Tulungagung van de provincie Oost-Java, Indonesië. Ngubalan telt 2769 inwoners (volkstelling 2010).